# Pteropodinae
De Pteropodinae zijn een onderfamilie van vleermuizen uit de familie van de vleerhonden (Pteropodidae). De onderfamilie telt negen geslachten.

## Indeling
De onderfamilie telt negen geslachten in drie geslachtengroepen.
- Geslachtengroep Melonycterini
  - Geslacht Melonycteris
  - Geslacht Nesonycteris
- Geslachtengroep Pteralopini
  - Geslacht Desmalopex
  - Geslacht Mirimiri
  - Geslacht Pteralopex
- Geslachtengroep Pteropodini
  - Geslacht Acerodon
  - Geslacht Neopteryx
  - Geslacht Pteropus
  - Geslacht Styloctenium